# Sudanacris
Sudanacris is een geslacht van rechtvleugeligen uit de familie veldsprinkhanen (Acrididae). De wetenschappelijke naam van dit geslacht is voor het eerst geldig gepubliceerd in 1944 door Uvarov.

## Soorten
Het geslacht Sudanacris omvat de volgende soorten:
- Sudanacris cholawo Grunshaw, 1996
- Sudanacris degodea Kevan, 1966
- Sudanacris pallida Burmeister, 1838
- Sudanacris schoutedeni Dirsh, 1954